# Energetik Karaköl
Energetik Karaköl (kirg. Футбол клубу «Энергетик» Кара-Көл) – kirgiski klub piłkarski, mający siedzibę w mieście Karaköl, na zachodzie kraju.

## Historia
Chronologia nazw:
- 1998: Energetik Karaköl (ros. «Энергетик» Кара-Куль)

Piłkarski klub Energetik został założony w miejscowości Karaköl 1998 roku. W 1998 klub debiutował w rozgrywkach Wyższej Ligi Kirgistanu, w której najpierw zajął 6.miejsce w grupie południowej, jednak nie zakwalifikował się do turnieju finałowego. W następnym sezonie po rundzie wiosennej zrezygnował z dalszych występów przez problemy finansowe i w końcowej tabeli uplasował się na 10.pozycji. W 2000 startował w rozgrywkach o Pucharu Kirgistanu, gdzie dotarł do półfinału. W 2001 odpadł w 1/32 finału Pucharu Kirgistanu. Potem przez dłuższy czas nie brał udziału w oficjalnych rozgrywkach. Dopiero od 2009 z przerwami znów startował w Pucharze Kirgistanu.

## Sukcesy

### Trofea międzynarodowe
Nie uczestniczył w rozgrywkach azjatyckich (stan na 31-12-2015).

### Trofea krajowe
| \| \| Zdobyte trofea w rozgrywkach Kirgistanu (stan na: 31-12-2015) \| |                                                               |      |          |
| Rozgrywki                                                              | Osiągnięcie                                                   | Razy | Sezon(y) |
| Mistrzostwo                                                            | I miejsce                                                     | 0    |          |
| Mistrzostwo                                                            | II miejsce                                                    | 0    |          |
| Mistrzostwo                                                            | III miejsce                                                   | 0    |          |
| Mistrzostwo                                                            | 10.miejsce                                                    | 1    | 1999     |
| Puchar                                                                 | zdobywca                                                      | 0    |          |
| Puchar                                                                 | finalista                                                     | 0    |          |
| Puchar                                                                 | półfinalista                                                  | 1    | 2000     |
| II liga                                                                | I miejsce                                                     | ?    |          |
| II liga                                                                | II miejsce                                                    | ?    |          |
| II liga                                                                | III miejsce                                                   | ?    |          |
| Kirgistan                                                              | Zdobyte trofea w rozgrywkach Kirgistanu (stan na: 31-12-2015) |      |          |

## Stadion
Klub rozgrywa swoje mecze domowe na stadionie Energetik w Karaköle, który może pomieścić 2800 widzów.